# Servicio Nacional de Turismo
El Servicio Nacional de Turismo (más conocido por el acrónimo Sernatur) es un organismo público chileno encargado de investigar, planificar, fomentar, promover y coordinar la actividad turística, además de difundir el turismo a nivel nacional y en el extranjero, mediante la cooperación entre diversos organismos públicos y privados. Depende administrativamente del Ministerio de Economía, Fomento y Turismo. Desde el 1 de abril de 2022, la directora nacional subrogante es Beatriz Román Alzerreca.
Está organizado en una dirección nacional, con sede en la comuna de Providencia, en Santiago, dieciséis direcciones regionales de turismo, once oficinas locales, y veinticuatro oficinas de información turística ubicadas a lo largo del país.

## Historia

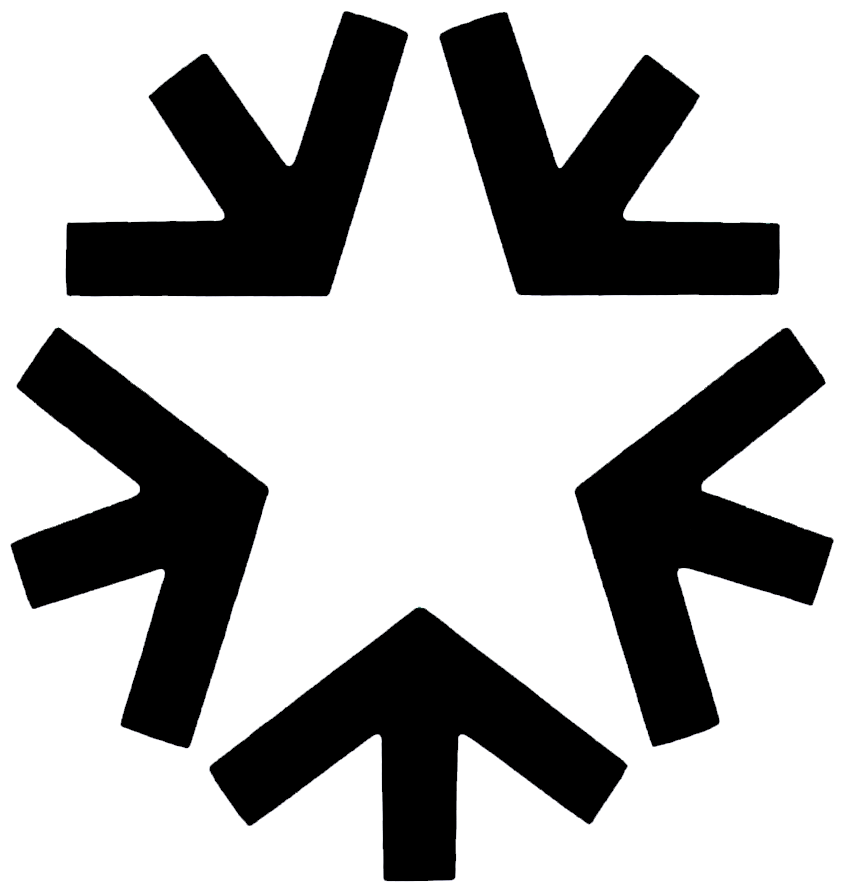
Logotipo del Sernatur (1975-1990).

El Servicio Nacional de Turismo fue creado durante la dictadura militar del general Augusto Pinochet el 8 de noviembre de 1975, mediante el decreto ley 1224, con el objeto de controlar, coordinar, fomentar, investigar, planificar y promover la actividad turística, reemplazando a la Dirección de Turismo (decreto con fuerza de ley 355 del 6 de abril de 1960) y a los Consejos Regionales de Turismo (ley 17.169 del 13 de agosto de 1969), organismos encargados del turismo en Chile hasta ese entonces. A partir de 1977 el Sernatur implementó con la Dirección de Vialidad (perteneciente al Ministerio de Obras Públicas) el «Plan Nacional de Señalización Turística Caminera», destinado a entregar información de interés turístico a través de simbología en los letreros y vallas ubicados en las carreteras del país.
Con el transcurso del tiempo, los objetivos institucionales fueron sufriendo modificaciones legales. La primera de ellas ocurrió en 1980, cuando se suprimió la facultad de control de la actividad turística y, consecuentemente, todas las funciones relacionadas con la misma. Para 1981, asume como directora nacional Margarita Ducci.
A partir del gobierno del presidente Patricio Aylwin en 1990 y con Eugenio Yunis Ahués como director y, posteriormente, con César Gómez Viveros (1995), se incrementó sustantivamente la llegada de turistas extranjeros. Así, el país empezó a conocer el turismo como una actividad económica que, además, tuvo implicaciones sociales y culturales. Todo esto conlleva para Sernatur el compromiso de asumir funciones para el desarrollo integral del sector y no solo las relativas al aumento de la demanda por servicios turísticos.
Bajo la presidencia de Ricardo Lagos en 2000, asumió como director nacional de Turismo Óscar Santelices Altamirano, quien trabajó en fortalecer los lazos entre el mundo público y el privado, con el objetivo de buscar en conjunto iniciativas concretas que permitieran el despegue de la actividad turística en Chile. Ya en 2001, el servicio logró concretar la creación del programa «Vacaciones Tercera Edad», una iniciativa pionera en Sudamérica e inspirada en Europa, que subvenciona alrededor del 40% de los paquetes turísticos para los adultos mayores y las personas con capacidad disminuida.
En 2005 se creó la «Política Nacional de Turismo», cuyo objetivo era posicionar a Chile como un atractivo destino turístico, estableciendo como eje de desarrollo el turismo de naturaleza y de intereses especiales, particularmente, para los mercados de larga distancia y, al mismo tiempo, ampliando y diversificando la oferta de productos y las oportunidades de acceso al turismo interno.
Durante el primer gobierno de Michelle Bachelet, en 2007, lanzó un nuevo programa social, el «Gira de Estudio». A través de esta iniciativa, el gobierno subvencionó el 70% del paquete turístico de los viajes de estudios, para jóvenes de segundo año medio de establecimientos municipalizados. En la actualidad el programa está ampliado para estudiantes de toda la enseñanza media de colegios y liceos que reciben subvención estatal.
Durante el primer gobierno de Sebastián Piñera, en marzo de 2010, asumió como directora nacional subrogante (s) Jacqueline Plass, quien tuvo la importante labor de promocionar y atraer visitantes a Chile tanto del extranjero como nacionales, luego de uno de los terremotos más fuertes del mundo, logrando revertir la situación. Plass lideró, además, esfuerzos para implementar la nueva «Ley de Turismo» (20.423) y la creación de la Subsecretaría de Turismo, el Comité de Ministros del Turismo y el Consejo Consultivo de Promoción Turística. Con ello las atribuciones del Servicio Nacional de Turismo fueron nuevamente modificadas, otorgando facultades en materias de supervisión y control hacia los prestadores de servicios turísticos, reduciendo gran parte de sus atribuciones y estableciéndolo como un organismo ejecutor. Tras la creación de la Subsecretaría de Turismo, se ha generado una alta rotación de directores nacionales de Sernatur en los últimos años.
En enero de 2011, asumió la dirección nacional Álvaro Castilla, que durante su administración enfatizó en la calidad turística. Un año más tarde, en marzo de 2012, Daniel Pardo López (s) se encargó de esa labor, dirigiendo el trabajo del servicio en torno a los ejes priorizados de la «Estrategia Nacional de Turismo» y logrando cifras récord en la llegada de turistas extranjeros y el movimiento del turismo nacional. También, alcanza avances en materia de promoción y competitividad, entre otros logros.
Otra de las iniciativas del gobierno de Sebastián Piñera, durante 2011, fue la incorporación de liceos particular-subvencionados al programa Gira de Estudio. Por otro lado, se puso en marcha la internacionalización del programa Vacaciones Tercera Edad, haciendo intercambios de pasajeros entre Chile y Brasil.
Durante el segundo gobierno de Michelle Bachelet, se debatió en el Congreso Nacional una indicación a esta ley presentada por parte del poder ejecutivo en mayo de 2015 que reduciría nuevamente las atribuciones de Sernatur en materias de estudios y promoción turística internacional para ser entregadas a la Subsecretaría de Turismo.

## Misión
La misión institucional del servicio es «ejecutar planes y/o programas basados en la la "Política Nacional de Turismo", impulsando el desarrollo sustentable de la actividad turística, incentivando la especialización, la calidad y la competitividad de la industria y promocionando los destinos y atractivos turísticos nacionales, para contribuir al desarrollo económico, social y cultural del país».

## Funcionamiento
Los objetivos estratégicos son los siguientes:
- Ejecutar acciones de promoción y difusión de los productos y destinos turísticos del país, a través de la participación y acción coordinada de los actores públicos y privados, para generar crecimiento en la industria turística.
- Promover la competitividad de la industria turística, formalizando la oferta e incorporando estándares de calidad, seguridad y sustentabilidad.
- Fortalecer los programas de turismo social para reducir la estacionalidad de la industria y promover el desarrollo regional y local.
- Ejecutar acciones orientadas al desarrollo y posicionamiento de destinos/productos para generar una oferta turística país integrada, especializada, diversa y sustentable.
- Desarrollar y especializar al capital humano en el sector turístico como factor estratégico para el logro de objetivos de competitividad y diferenciación.

## Organización
El Servicio Nacional de Turismo está compuesto de la siguiente manera:
Dirección Nacional
Gabinete
- Unidad de Auditoría Interna
- Unidad de Coordinación Regional
- Unidad de Comunicaciones y Relaciones Públicas
- Unidad de Fiscalía
- Direcciones regionales de Turismo
- Departamento de Estadística
  - Unidad de Procesamiento Estadístico
  - Unidad de Investigación y Desarrollo
  - Unidad de Análisis Económico
- Departamento de Gestión Institucional
- Departamento de Turismo Social
  - Unidad Programa Vacaciones Tercera Edad
  - Unidad Programa Turismo Familiar

Subdirección Nacional
- Subdirección de Desarrollo
  - Unidad de Sustentabilidad
  - Unidad de Innovación
- Subdirección Administrativa
  - Unidad de Administración y Finanzas
  - Unidad de Gestión y Desarrollo de las Personas
  - Departamento de Tecnologías de Información
- Subdirección de Marketing
  - Unidad de Branding
  - Unidad de Mercado Latinoamericano
  - Unidad de Mercados Estados Unidos (USA) y Lejanos
  - Unidad de Mercado Europa
  - Unidad de Turismo Meetings, Incentives, Conventions and Exhibitions (MICE)
  - Unidad de Operaciones

### Direcciones regionales y oficinas locales

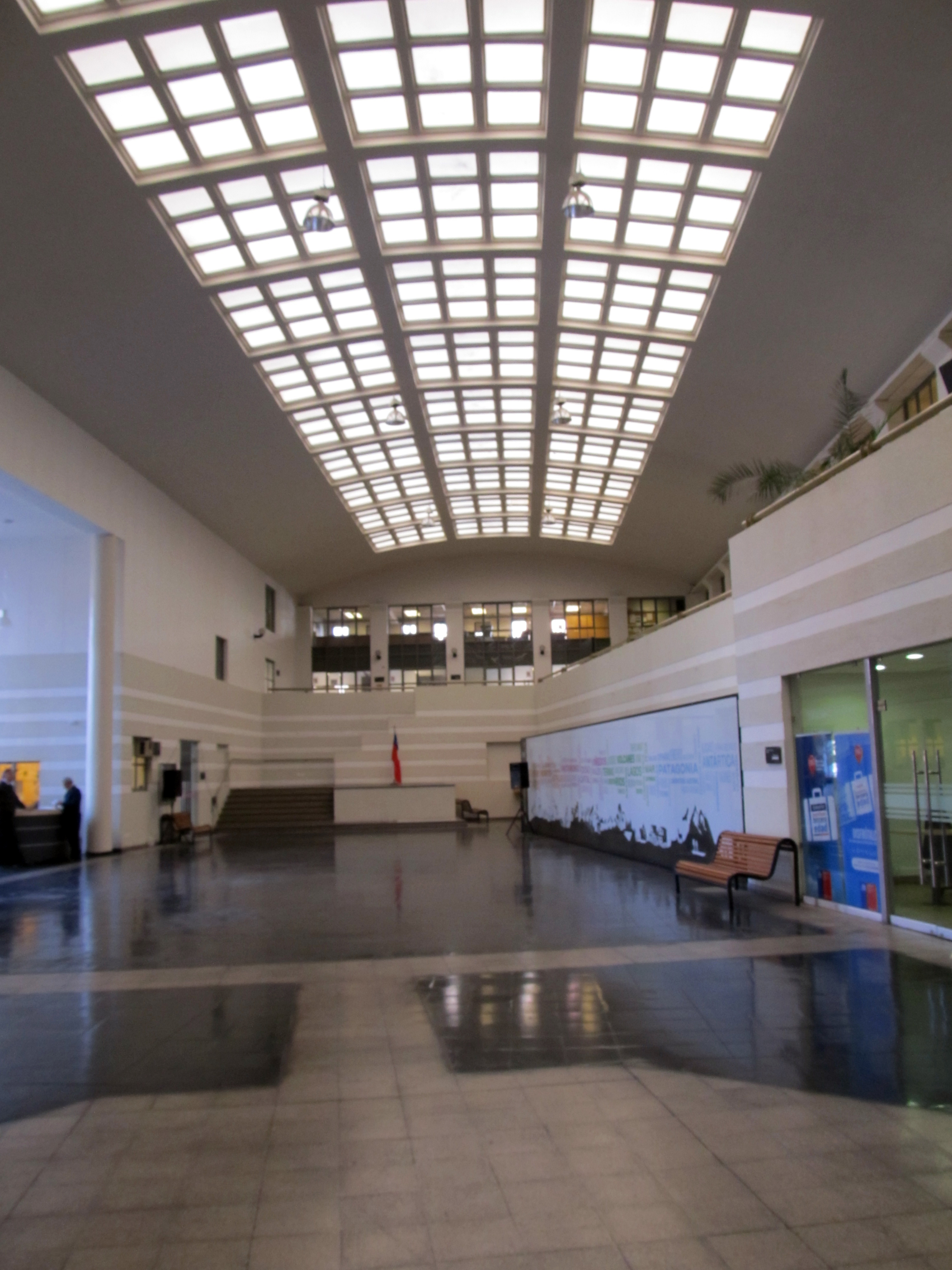
Hall del edificio de Sernatur.

Sernatur cuenta con 16 direcciones regionales y 10 oficinas locales. Además posee una red de 26 oficinas de información turística permanente y 12 oficinas de carácter temporal.
| Región Administrativa | Ciudad - Dirección Regional | Ciudad - Oficina Local |
| --------------------- | --------------------------- | ---------------------- |
| Arica y Parinacota    | Arica                       |                        |
| Tarapacá              | Iquique                     |                        |
| Antofagasta           | Antofagasta                 | San Pedro de Atacama   |
| Atacama               | Copiapó                     |                        |
| Coquimbo              | La Serena                   |                        |
| Valparaíso            | Viña del Mar                | Isla de Pascua         |
| Metropolitana         | Santiago                    |                        |
| O'Higgins             | Rancagua                    |                        |
| Maule                 | Talca                       |                        |
| Ñuble                 | Chillán                     |                        |
| Biobío                | Concepción                  | Los Ángeles Lebu       |
| La Araucanía          | Temuco                      |                        |
| Los Ríos              | Valdivia                    | La Unión               |
| Los Lagos             | Puerto Montt                | Osorno Ancud Futaleufú |
| Aysén                 | Coyhaique                   | Chile Chico            |
| Magallanes            | Punta Arenas                | Puerto Natales         |

## Directores nacionales
| Titular                       | Inicio                  | Final                   | Presidente                                                             |
| ----------------------------- | ----------------------- | ----------------------- | ---------------------------------------------------------------------- |
| Liliana Mahn Shoepen          | 1975                    | 1981                    | Augusto Pinochet Ugarte                                                |
| Margarita Ducci Budge         | 1981                    | 11 de marzo de 1990     | Augusto Pinochet Ugarte                                                |
| Eugenio Yunis Ahués           | 11 de marzo de 1990     | 1995                    | Patricio Aylwin Azócar (1990-1994) Eduardo Frei Ruiz-Tagle (1994-1995) |
| César Gómez Viveros           | 1995                    | 11 de marzo de 2000     | Eduardo Frei Ruiz-Tagle                                                |
| Óscar Santelices Altamirano   | 11 de marzo de 2000     | 10 de marzo de 2010     | Ricardo Lagos Escobar Michelle Bachelet Jeria                          |
| Jacqueline Plass Wähling (s)  | 31 de marzo de 2010     | 31 de diciembre de 2010 | Sebastián Piñera Echenique                                             |
| Álvaro Castilla Fernández     | 1 de enero de 2011      | 1 de marzo de 2012      | Sebastián Piñera Echenique                                             |
| Daniel Pardo López            | 1 de marzo de 2012      | 4 de julio de 2013      | Sebastián Piñera Echenique                                             |
| Javier Vergara Navarro        | 12 de agosto de 2013    | 13 de marzo de 2014     | Sebastián Piñera Echenique                                             |
| Nicolás Mena Letelier         | 13 de junio de 2014     | noviembre de 2014       | Michelle Bachelet Jeria                                                |
| Omar Hernández Alcayaga       | 24 de noviembre de 2014 | abril de 2016           | Michelle Bachelet Jeria                                                |
| Marcela Cabezas Keller        | abril de 2016           | 1 de mayo de 2018       | Michelle Bachelet Jeria                                                |
| Andrea Wolleter Eyheramendy   | 27 de agosto de 2018    | 1 de abril de 2022      | Sebastián Piñera Echenique                                             |
| Beatriz Román Alzerreca (s)   | 1 de abril de 2022      | 31 de diciembre de 2022 | Gabriel Boric Font                                                     |
| Cristóbal Benítez Villafranca | 1 de enero de 2023      | en el cargo             | Gabriel Boric Font                                                     |

## Normas de turismo
En conjunto con el Instituto Nacional de Normalización, ha realizado una serie de normas para estandarizar la calidad de los servicios turísticos en Chile.
| Normas de alojamiento turístico                                                                          | Norma          |
| --- | -------------- |
| Albergues, refugios u hostels – Requisitos para su calificación                                          | NCh2971.Of2006 |
| Alojamiento familiar o Bed & Breakfast – Requisitos para su calificación                                 | NCh2941.Of2005 |
| Apart-hoteles – Requisitos para su calificación                                                          | NCh2980.Of2005 |
| Baños termales o balnearios termales – Requisitos para su calificación                                   | NCh3006.Of2006 |
| Camping o recinto de campamento – Requisitos para su calificación                                        | NCh2948.Of2006 |
| Centro de turismo de naturaleza o Lodge – Requisitos para su calificación                                | NCh3009.Of2006 |
| Centros de esquí – Requisitos                                                                            | NCh3074.Of2007 |
| Clasificación, calificación y terminología de los establecimientos de alojamiento turístico              | NCh2760.Of2007 |
| Complejos turísticos o Resort – Requisitos para su calificación                                          | NCh2949.Of2005 |
| Departamentos turísticos, suites ejecutivas y departamentos ejecutivos – Requisitos para su calificación | NCh3027.Of2007 |
| Haciendas o estancias – Requisitos para su calificación                                                  | NCh3002.Of2007 |
| Hospedaje rural – Requisitos para su calificación                                                        | NCh3015.Of2006 |
| Hostales y residenciales – Requisitos para su calificación                                               | NCh2960.Of2006 |
| Hosterías – Requisitos para su calificación                                                              | NCh2963.Of2006 |
| Hoteles – Requisitos para su calificación                                                                | NCh2912.Of2005 |
| Moteles o cabañas – Requisitos para su calificación                                                      | NCh2964.Of2005 |
| Termas – Requisitos para su calificación                                                                 | NCh2939.Of2005 |

### Redes sociales
- Servicio Nacional de Turismo en X (antes Twitter)
- Servicio Nacional de Turismo en Instagram
- Servicio Nacional de Turismo en Facebook

### Otros
- Sitio web Internacional de Turismo de Chile
- Sitio web para Turismo Interno de Chile

- Datos: Q6126062
- Multimedia: Servicio Nacional de Turismo / Q6126062